# تورستن فوس
تورستن فوس (آلمانی: Torsten Voss؛ ۲۴ مارس ۱۹۶۳) ورزشکار دهگانه و ورزشکار بابسلد اهل آلمان بود.
وی در مسابقات کشوری و بین‌المللی در مجموع برندهٔ ۱ مدال طلا، ۲ مدال نقره، ۲ مدال برنز شده‌است.